# حیرالدین عمر
حیرالدین عمر (انگلیسی: Hairuddin Omar؛ زادهٔ ۲۹ سپتامبر ۱۹۷۹) بازیکن سابق و مربی فوتبال اهل مالزی است.
از باشگاه‌هایی که در آن بازی کرده است می‌توان به باشگاه فوتبال نگری سمبیلان، باشگاه فوتبال پاهانگ، باشگاه فوتبال کلانتان، و باشگاه فوتبال ترنگانو اشاره کرد.
وی همچنین در تیم ملی فوتبال مالزی بازی کرده است.
وی در مسابقات کشوری و بین‌المللی در مجموع برندهٔ ۱ مدال نقره شده است.